# Antoni Maria Alcover

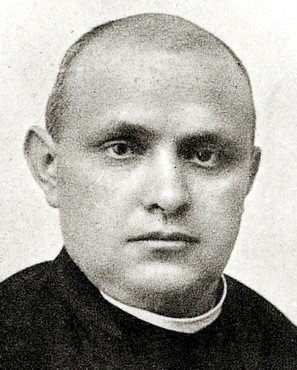
Antoni Maria Alcover

Mosén Antoni Maria Alcover (* 2. Februar 1862 in Manacor; † 8. Januar 1932 in Palma) war ein spanisch-katalanischer Kleriker, Schriftsteller, Romanist, Katalanist, Ethnologe, Sprachwissenschaftler und Lexikograf. Er gilt laut der Generalitat de Catalunya als „eine der herausragendsten Persönlichkeiten der Wiedererlangung der katalanischen Sprache im 20. Jahrhundert“.

## Leben und Werk
Alcover wurde 1886 zum katholischen Priester geweiht und 1888 zum Professor für Kirchengeschichte am Priesterseminar von Palma ernannt. Von 1898 bis 1902 war er Generalvikar der Diözese (und Kanonikus).
Alcover sammelte etwa 450 balearische Märchen [rondalles, rondaies], die der unter dem Pseudonym En Jordi d'es Racó (ein Georg von der Ecke, Ecken-Georg) veröffentlichte.
- Aplec de Rondayes Mallorquines d'en Jordi d'es Racó (Antoni Maria Alcover), vol. I
- Aplec de Rondayes Mallorquines d'en Jordi d'es Racó (Antoni Maria Alcover), vol. II
- Aplec de Rondayes Mallorquines d'en Jordi d'es Racó (Antoni Maria Alcover), vol. III
- Aplec de Rondayes Mallorquines d'en Jordi d'es Racó (Antoni Maria Alcover), vol. IV
- Aplec de Rondayes Mallorquines d'en Jordi d'es Racó (Antoni Maria Alcover), vol. V, 1909[4][5]
- Aplec de Rondayes Mallorquines d'en Jordi d'es Racó (Antoni Maria Alcover), vol. VI, 1913
- Aplec de Rondayes Mallorquines d'en Jordi d'es Racó (Antoni Maria Alcover), vol. VII,  1916

Ferner sammelte Alcover ein Leben lang katalanische Wörter. Er legte den Grundstein zu dem vornehmlich von seinem Schüler Francesc de Borja Moll ausgearbeiteten katalanischen Gesamtwörterbuch Diccionari català-valencià-balear (bekannt als Alcover/Moll) in 10 Bänden.  Begleitend gründete er die Zeitschrift Bolleti del Diccionari de la llengua catalana. Revista de linguistica, folklore i literatura (1902–1936).
1906 organisierte Alcover mit Bernhard Schädel den ersten Kongress für die katalanische Sprache, der zahlreiche europäische Romanisten nach Barcelona brachte und 1907 zur Gründung des Institut d’Estudis Catalans führte.
Alcovers ethnologisches, literarisches und sprachwissenschaftliches Gesamtwerk trug ihm die Anerkennung der Fachwelt (mit der er reisend in Verbindung getreten war) und den Ehrentitel „Apostel der katalanischen Sprache“ ein.
In Manacor wurde die Institució Pública Antoni M. Alcover nach ihm benannt, die über sein Lebenswerk informiert und eine Zeitschrift herausgibt.

## Weitere Werke
- (mit Thomas Forteza): Contarelles, Palma, 1885[6]
- (mit Francesc de Borja Moll): La flexió verbal en els dialectes catalans, 4  Bde., Barcelona 1929–1933.
- (Hrsg.)  Aplec de rondaies mallorquines d'en Jordi d'es Racó, 24 Bde., Palma 1896–1930,  1935–1953, 1958–1983, 1968–1975, 5 Bde., 1996, 2006 (The best folk tales of Mallorca collected by Mossèn Antoni Mª Alcover, Palma 2007) [zahlreiche weitere Auflagen und Übersetzungen].
- [Alcover/Moll]: Diccionari català-valencià-balear. Inventari lexicogràfic i etimològic de la llengua catalana en totes les seves formes literàries i dialectals, hrsg. von Francesc de Borja Moll unter Mithilfe von Manuel Sanchis Guarner und Anna Moll Marquès, 10 Bde., Palma 1926–1968, 1978–1979, 1993 (1, 1926, 1964; 2, 1935, 1968; 3-10, 1956–1962).
- Per la llengua, hrsg. von  Josep Massot i Muntaner, Mallorca/Barcelona 1983 (Arbeiten von 1901 bis 1930).
- Dietari de l'excursió filològica (1906), hrsg. von Francesc de Borja Moll, Barcelona 1983.
- Viatge a Alemanya i altres nacions, hrsg. von Margalida Pons, Barcelona 1996 [Reise nach Deutschland].
- Mostra de diccionari mallorquí, hrsg. von Maria Pilar Perea, Barcelona 2001.